# Veľká Ida
Veľká Ida és un poble i municipi d'Eslovàquia. Es troba a la regió de Košice, a l'est del país.

## Història
La primera referència escrita de la vila data del 1251.

## Demografia
| Godina             | 1994 | 2004    | 2014    | 2024    |
| ------------------ | ---- | ------- | ------- | ------- |
| Nombre de persones | 2451 | 2965    | 3485    | 4232    |
| Diferència         |      | +20,97% | +17,53% | +21,43% |

| Godina             | 2023 | 2024   |
| ------------------ | ---- | ------ |
| Nombre de persones | 4140 | 4232   |
| Diferència         |      | +2,22% |